# Фабијен Галти
Фабијен Галтие (фр. Fabien Galthié; 20. март 1969) француски је рагби јунион тренер и бивши рагбиста који је 2002. проглашен за најбољег рагбисту на свету (енгл. World rugby player of the year).

## Биографија
Висок 175 цм, тежак 84 кг, Галтие је играо на позицији број 9 - деми (енгл. Scrum half) и најбољи је француски играч свих времена на овој позицији. Галтие је играо за екипе Вестер Провинс, УС Коломиерс и Стад Франс. Галти је за репрезентацију Француске одиграо 64 тест меча и постигао 33 поена. Од 2004. почео је да ради као тренер.